# Колон (сословие)
Колон (лат. colonus, coloni) — зависимый крестьянин в Римской империи времён её упадка и в Византии.
Наибольшее распространение колоны как социально-экономический класс граждан получили в Западной Римской империи, в первую очередь в северной половине Римской Галлии, где колоны фактически стали предшественниками зависимых крестьян времён классического феодализма. Сложившийся в такие формы колонат пережил падение империи и продолжал в том же виде существовать в варварских королевствах. В эпоху окончательного установления феодализма (в подготовке которого колонат играл видную роль) колоны постепенно перешли в класс крепостных (вилланов). Когда землевладельцы приобрели на своих землях права государственной власти, ограничения их власти над колонами, созданные законодательством римских императоров, теряли силу, и колонов стал тогда защищать уже не закон, а обычай и интерес самого землевладельца, побуждавший его не требовать со своих крестьян чрезмерного.
Классические римские юристы упоминают о колонах в главе о сдаче и о найме, и колонат относился, следовательно, тогда ещё к области частного права. Когда кончался срок договора, землевладелец мог удалить колона, а колон — или покинуть землю, или, по соглашению с землевладельцем, продолжить договор. Но при Константине Великом колоны были уже людьми, прикрепленными к земле, которую они обрабатывали и за пользование которой несли в пользу землевладельца известные повинности.
Положения кодекса Юстиниана, касающиеся колонов, рисуют их положение в таком виде: колон не может покинуть обрабатываемые им участки. Он по выражению закона, «раб земли». Но, ограничивая свободу колонов, законодательство одновременно стесняло и свободу распоряжения землевладельца, который не имел права согнать своих колонов с занимаемых ими участков или продать землю без сидевших на ней колонов. В известных случаях, впрочем, землевладельцам разрешалось, в интересах земледелия, переводить колонов с одного имения на другое, но при этом воспрещено было раздроблять семьи. Давая хозяину власть наказывать колонов за попытку бежать, императоры запрещали землевладельцам принимать чужих колонов. Принявший беглого колона обязан был возвратить его, возместить прежнему владельцу понесенные им убытки, уплатить подати колона за все время его пребывания у себя, и ещё подвергался штрафу по приговору судьи. Каждый колон имел постоянно один и тот же особый участок земли, который он передавал по наследству своим детям и обрабатывал, как хотел и умел. Этим положение колонов существенно отличалось от положения рабов, которые работали в разных частях имения, в общей массе, по указаниям и под надзором управляющих. Хозяин колона не мог требовать от него никаких личных услуг.
Что касается повинностей за пользование землей, то общего для всей империи правила, которое определяло бы величину их, не было, и они представляли в разных местах значительные различия. Количество повинностей определялось установившимся в каждом имении обычаем (consuetudo praedii), но землевладельцам было прямо запрещено увеличивать их. Если хозяин требовал с колона более того, что платилось ранее, колону предоставлялось право обращаться к суду, который и взыскивал переборы. Относительно способа уплаты повинностей (деньгами, натурой, то есть определённой частью плодов, или трудом) также не существовало общего правила. Юридически положение колонов определяется тем, что они — люди свободные. Прикрепление к земле не лишило колонов личной свободы. Как люди свободные, колоны имели семью, могли жениться, не испрашивая согласия землевладельца, могли приобретать собственность, даже недвижимую, и передавать её своим детям (тогда как пекулий раба после его смерти переходил к хозяину). Далее, колоны имели право вчинять от своего имени иски в суде, в известных случаях даже против своих хозяев (например, требовать возвращения излишне взятого с них).

## Основания возникновения колоната
Кодексу Юстиниана известны следующие основания возникновения юридического положения колона: а) рождение от родителей, из которых хотя бы один является колоном; б) соглашение, в силу которого свободный человек поселяется в качестве колона на чужой земле; в) проживание в течение 30 лет на чужой земле на условиях, на каких обычно живут колоны.
Кроме того, превращаются в колонов трудоспособные лица, изобличенные землевладельцем в занятии нищенством.
Этот список можно дополнить и другими основаниями, а именно в колонат вступали:
1. побежденные варвары, которых селили на казённых или частных землях.
2. отпущенные на волю рабы.

## Прекращение колоната
Закон запрещал колонам произвольный выход из своего состояния и переход в другие сословия.
Этому немалому числу оснований возникновения состояния колона противостоят всего два основания его прекращения: приобретение колоном обрабатываемого им земельного участка и возведение колона в епископский сан.
Таким образом, на смену основной форме эксплуатации человека человеком в античном обществе — рабству, процесс разложения рабовладельческого хозяйства подготовил другую форму эксплуатации человека человеком, которой суждено было стать основой в феодальном обществе эксплуатации крепостных крестьян.

## Правовое положение колонов
Окончательно отграниченным от других сословие колонов стало с VI в., с издания постановлений о браках колонов. Колон не мог жениться на рабе и на свободной, а colona не имела права выйти замуж за свободного или за раба: такие браки считались незаконными. Как люди свободные, колоны несли обязанности подданных по отношению к государству: их брали в военную службу и они платили подати, поголовную (capitatio) и поземельную. Сбор их был потом поручен землевладельцам, которым государство предоставляло некоторую административно-полицейскую власть над колонами; её пределы, впрочем, неизвестны. Колонов вносили в податные списки (census, откуда они и назывались adscripti, inscripti, inserti censibus, coloni censiti, tributarii). Фискальные интересы государства, несомненно, и были причиной вмешательства его в постепенно слагавшиеся новые земельные отношения, они и заставили императорское правительство провозгласить прикрепление колонов к земле. Податной интерес заставил распространить эту меру и на рабов-держателей земельных участков, которые были также внесены в податные списки. Они стали как бы колонами низшего разбора.
М. И. Ростовцев выводил корни колоната из эллинизма, из практики македонских и эллинистических царей, жаловавших земли с крестьянами, становившимися, по этой воле, зависимыми и даже прикреплёнными к земле арендаторами.